# Pavel Pertl
Pavel Pertl (3. října 1954, Havlíčkův Brod - 18. listopadu 2005) byl český hokejový brankář.

## Hokejová kariéra
V československé lize chytal za TJ Gottwaldov. Odchytal 4 ligové sezóny, nastoupil v 75 ligových utkáních. V nižších soutěžích chytal i za VTJ Písek, TJ Baník Hodonín a TJ Hutník ZŤS Martin.

## Klubové statistiky
| 1975/1976 | VTJ Písek            | 2. liga | -  | -    | -    |
| 1976/1977 | TJ Gottwaldov        | 1. liga | 42 | 5,49 | 87,3 |
| 1977/1978 | TJ Gottwaldov        | 2. liga | -  | -    | -    |
| 1978/1979 | TJ Gottwaldov        | 1. liga | 27 | 4,57 | 87,7 |
| 1979/1980 | TJ Gottwaldov        | 2. liga | -  | -    | -    |
| 1980/1981 | TJ Gottwaldov        | 1. liga | 3  | 5,00 | 79,2 |
| 1981/1982 | TJ Gottwaldov        | 1. liga | 3  | 2,73 | -    |
| 1982/1983 | TJ Hutník ZŤS Martin | 2. liga | -  | -    | -    |
| 1986/1987 | TJ Baník Hodonín     | 3. liga | -  | -    | -    |